# HEAP
HEAP – mechanizm składowania bazy MySQL, służący do przechowywania danych. Jego charakterystyczną cechą jest nietrwałość przechowywanych informacji – wszystkie przechowywane są tylko w pamięci RAM serwera i znikają wraz z zakończeniem działania serwera MySQL. Jednakże korzystanie tylko z pamięci daje prędkość niemożliwą do osiągnięcia w przypadku innych mechanizmów składowania. Z tego powodu jego główne zastosowanie to tworzenie rozmaitych buforów cache i przechowywanie tymczasowych informacji, których utrata nie powoduje większych szkód.
Od MySQL w wersji 4.1 rekomendowaną nazwą jest MEMORY.
Przykład polecenia tworzącego tabelę typu HEAP zawierającej jedną kolumnę, będącą jednocześnie kluczem podstawowym:
```
CREATE TABLE testowyHeap (
  identyfikator int(11) NOT NULL auto_increment,
  PRIMARY KEY  (identyfikator)
) ENGINE=MEMORY;

```